# Grön tofsäxing
Grön tofsäxing (Koeleria pyramidata) är en växtart i familjen gräs.